# 小行星5485
小行星5485（英語：5485 Kaula）是一颗围绕太阳公转的小行星。1991年9月11日，亨利·E·霍爾特在帕洛马山发现了此天体。
这颗小行星的绝对星等为66.22938663105477等。